# Antoine-Joseph Buchwalder

Antoine-Joseph Buchwalder

Antoine-Joseph Buchwalder (* 17. April 1792 in Delsberg; † 1. Juni 1883 ebenda) war ein Schweizer Vermessungsingenieur, Strasseninspektor, eidgenössischer Oberst und Politiker.

## Leben
Buchwalder, Sohn des Hirten Jacques-Joseph Buchwalder und der Catherine Hämmerlin, liess sich beim Geometer Jean-Amédée Watt (1807–1815) aus Biel zum Topographen ausbilden. 1815 erhielt er den Auftrag für die Triangulationsvermessung im Berner Jura, dem damals neu zum Kanton Bern gekommenen Gebiet des ehemaligen Fürstbistums Basel; als Basis für sein Messnetz im Jura verwendete er das bereits bekannte geodätische Dreieck Bern-Chasseral-Röti. Das von ihm detailreich gezeichnete Kartenblatt wurde durch die Vermittlung des Generals Armand Charles Guilleminot, dem Präsidenten der französischen Kommission für die Grenzvermessung, beim Kartenstecher Michel in Paris im Druck herausgegeben.
Buchwalders Carte de l’ancien Evêché de Bâle von 1822 bildete eine bedeutende Grundlage der späteren Dufourkarte. Für dieses nationale Kartenwerk unternahm Buchwalder von 1825 bis 1834 im Auftrag von Guillaume Henri Dufour topographische Aufnahmen in mehreren Kantonen der Schweiz. Seit 1826 errichtete Buchwalder für das Dreiecknetz neue feste Messpunkte und Signale auf zahlreichen Bergen der Nord- und der Ostschweiz, und er führte erstmals die schwierige Triangulation über die Alpen durch. Damit war nun das nordschweizerische Dreiecksnetz mit den topografischen Aufnahmen im Kanton Tessin verbunden, die seit 1811 auf einer durch Mailänder Astronomen ermittelten Basis beruhten. Während eines Vermessungsaufenthalts auf dem Säntis wurde Buchwalder am 5. Juli 1832 bei einem Blitzeinschlag schwer verletzt und sein Messgehilfe Pierre Gobet getötet; das aufsehenerregende Unglück hat Alexandre Dumas, dem Buchwalder während seiner Erholungskurs im Bad Pfäfers begegnete, in seinem Essai Un coup de tonnère literarisch verarbeitet.
Buchwalder wurde in die 1932 gebildete eidgenössische Kommission berufen, welche die Grundlagen für die topografischen Aufnahmen für die Schweizer Landeskarte festzulegen hatte. Der Vermessungsingenieur Buchwalder erhielt von der Kommission den Auftrag, die Fixpunkte im Jura neu zu versichern und zusammen mit dem jungen Zürcher Geometer Johannes Eschmann (1808–1852) von Appenzell aus den Anschluss des Schweizer Bezugssystems an das österreichische Netz im Vorarlberg zu vermessen. Bis 1839 dauerten Buchwalders und Eschmanns Arbeiten am topografischen Dreiecksnetz der Schweiz.
Später wurde Antoine-Joseph Buchwalder Strasseninspektor im Jura. Von ihm ist ein nicht ausgeführtes Projekt einer leistungsfähigeren Verbindungsstrasse zwischen Delemont und Pruntrut erhalten, das bereits einen Strassentunnel unter dem Jurapass Les Rangiers vorsah. 1839 leitete Buchwalder die topografischen Aufnahmen im Hinblick auf den Bau der Eisenbahnlinie Zürich-Basel und 1852 für die Bahnlinie Pruntrut-Saint-Ursanne-Delsberg, und 1873 legte er ein Skizze für die Jura-Gotthard-Bahn vor. 1864 war er an der Bereinigung der Landesgrenze zwischen der Schweiz und Frankreich beteiligt.
1835 wurde der Delsberger Ingenieur in den bernischen Grossen Rat gewählt, dem er bis 1841 angehörte. In der Schweizer Armee diente er als Genieoberst und als Inspektor der Genietruppen sowie als Generalquartiermeister der von Guillaume Henri Dufour geführten Bundestruppen während des Sonderbundskriegs.

## Ehrungen
Eine Strasse in Delsberg trägt seit 1948 den Namen Rue du Colonel-Buchwalder.

## Werke
- Carte de l’ancien évêché de Bâle réuni aux Cantons de Berne, Bâle et Neuchatel. Levée de 1815 à 1819, dédiée à Leurs Excellences de la Ville et République de Berne. (online-Ansicht, e-rara.ch)